# Attaching the skin to a frame-drum
|  | Denne artikel er oprettet af botten Steenthbot ud fra en ekstern database. Den kan derfor have sproglige fejl eller mangler. Denne skabelon kan fjernes efter kontrol af indholdet. |

Attaching the skin to a frame-drum er en dansk dokumentarfilm fra 1973 instrueret af Jette Bang og Kaj Mogens Jensen.